# Ранонг (провінція)

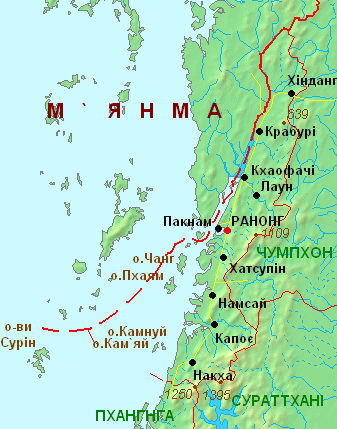
Провінція Ранонг

Рано́нг (з тайськ. ระนอง) — провінція (чангват) в південно-східному Таїланді. На сході межує з провінцією Чумпхон, на південному сході — з провінцією Сураттхані, на півдні — з провінцією Пхангнга. На північному заході має кордон з М'янмою, на південному заході омивається Андаманським морем Індійського океану.
Адміністративний центр — місто Ранонг. Губернатор — Мекхін Метхакхун (з 2005).
Площа провінції становить 3 298 км², 59 місце в країні.
Населення становить 161 210 осіб (2000), 59 місце в країні.
Найвища точка провінції — 1395 м на півдні, де в 1997 році утворений біосферний заповідник Ранонг площею 303,1 км².

## Адміністративний поділ

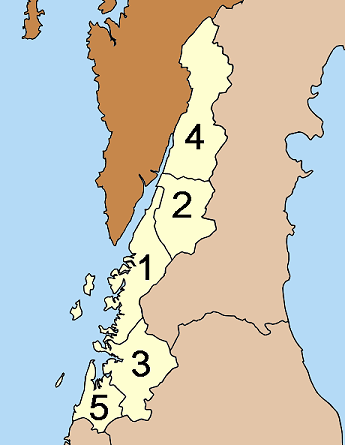
Райони

В адміністративному відношенні провінція поділяється на 5 районів (ампхе), які в свою чергу поділяються на 30 субрайонів (тамбон) та 167 поселень (мубан):
| № | Район     | Площа, км² | Населення, осіб |
| - | --------- | ---------- | --------------- |
| 1 | Ранонг    | 713,7      | 90 569          |
| 2 | Лаун      | 748,5      | 12 506          |
| 3 | Капоє     | 657,7      | 19 193          |
| 4 | Крабурі   | 783,0      | 44 808          |
| 5 | Суксамран | 395,1      | 11 046          |